# Alex Ceesay
Alexander Alpha Ceesay, detto Alex (18 novembre 1991), è un rapper e youtuber svedese.

## Biografia
Cresciuto a Danderyd, è salito alla ribalta col primo album in studio 18 Till Life (2020), classificatosi 28º nella Sverigetopplistan. Fightas mot demoner, reso disponibile per il consumo a partire dal gennaio 2021, ha fatto l'entrata nella graduatoria svedese alla 32ª posizione. Resurrected (2021), invece, si è fermato alla 48ª posizione.
Nel gennaio 2023 è avvenuta la pubblicazione di Limitless, quinto progetto in studio classificatosi 22º. Ha anche ricevuto una certificazione d'oro per il singolo Häromkring, equivalente a 40 000 unità vendute.

## Discografia

### Album in studio
- 2020 – 18 Till Life
- 2021 – Fightas mot demoner
- 2021 – Resurrected
- 2021 – Immortal
- 2023 – Limitless

### EP
- 2016 – Drömmar bakom galler
- 2021 – Hoodfamous (con Capo 13)
- 2024 – Hoodfamous 2

### Singoli
- 2016 – Vägen för oss (feat. Salle & Abidaz)
- 2016 – Friendzone (feat. Mwuana)
- 2017 – Stänger ner dom (feat. Salle & N)
- 2017 – Maffiastrukturen (feat. Babbiz)
- 2017 – Himlens grindar (feat. Salle)
- 2018 – Pussyboys (feat. Salle)
- 2018 – M Paket
- 2019 – Häromkring
- 2019 – Räkna para
- 2019 – Sover med tabanja (feat. Gee Dixon)
- 2020 – En kanin
- 2020 – Kaossituationer (con Sebastian Stakset)
- 2020 – Du kommer förstå
- 2020 – The Juice
- 2020 – Thugz Mansion (con Capo 13)
- 2020 – Thot Bitch (con Don V)
- 2021 – Whitney & Bobby Brown
- 2021 – Lapparna (con Brazuca)
- 2021 – 444 (con Michael Sado)
- 2021 – Titanic
- 2021 – Reaper's Child (con Don V)
- 2021 – Colombiana
- 2021 – Forever Young
- 2022 – Se dig omkring
- 2022 – Alva 2
- 2022 – Rider (con JB)
- 2022 – Lowkey (con La Rosy)
- 2022 – Ice (con 2M)
- 2023 – Kallnat
- 2024 – Yasuragi